# Moussey (Moselle)
Pour les articles homonymes, voir Moussey.
Moussey est une commune française située dans le département de la Moselle en région Grand Est.
Cette commune se trouve dans la région historique de Lorraine et fait partie du pays de Sarrebourg.

## Géographie
Moussey se situe dans la région historique de la Lorraine, au sein du  pays de Sarrebourg, dans le sud-est du département de la Moselle. Le village est à 75 km de la préfecture Metz, à 25 km de la sous-préfecture Sarrebourg et à 90 km de la capitale de région Strasbourg.
Moussey compte 600 habitants environ ; la commune fait partie du parc naturel régional de Lorraine et de la ZNIEFF du pays des étangs.

### Communes limitrophes
| Lagarde                         | Maizières-lès-Vic | Réchicourt-le-Château |
|                                 | Moussey           |                       |
| Remoncourt (Meurthe-et-Moselle) | Avricourt         |                       |

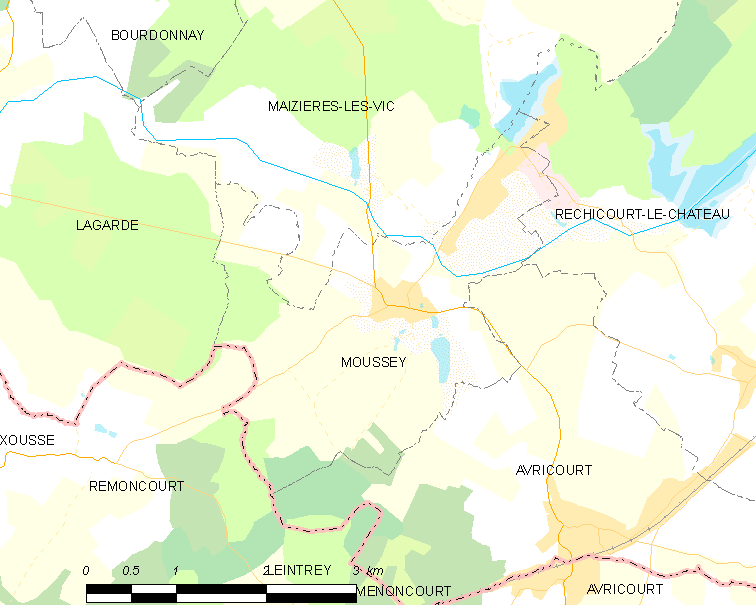
Carte de la commune.
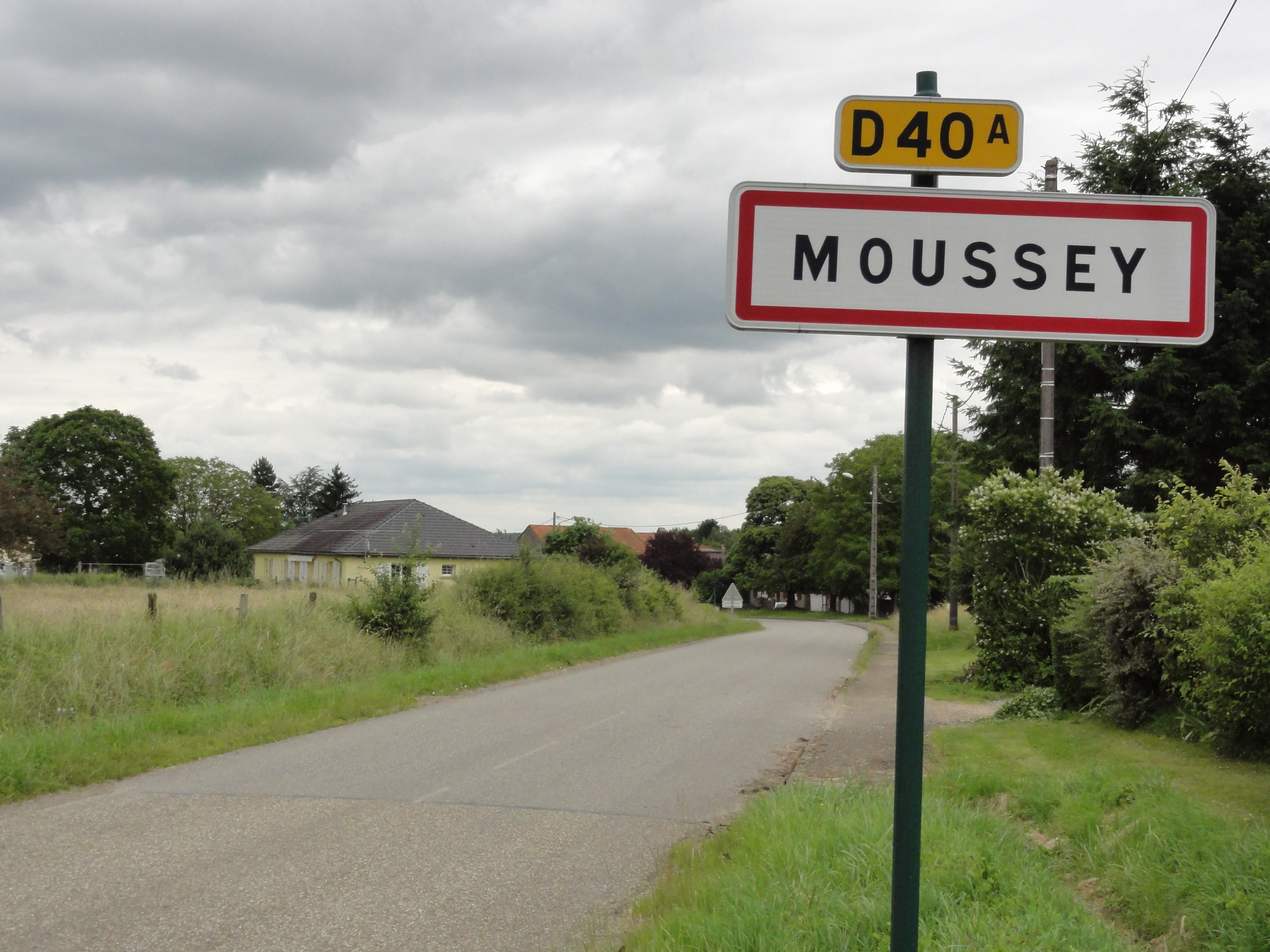
Entrée de Moussey.

### Hydrographie
La commune est située dans le bassin versant du Rhin, au sein du bassin Rhin-Meuse. Elle est drainée par le canal de la Marne au Rhin, le Sânon, le ruisseau de la Laixière, le ruisseau du Roseau, le ruisseau de la Baronne, le ruisseau de la Bonne Goutte, le ruisseau de la Charbonniere, le ruisseau du Pre Calin et le ruisseau Les Aulnes.
Le canal de la Marne au Rhin, d'une longueur totale de 314 km, et 178 écluses à l'origine, relie la Marne (à Vitry-le-François) au Rhin (à Strasbourg). Par le canal latéral de la Marne, il est connecté au réseau navigable de la Seine vers l'Île-de-France et la Normandie.
Le Sânon, d'une longueur totale de 48,6 km, prend sa source dans la commune de Avricourt et se jette  dans la Meurthe à Dombasle-sur-Meurthe, en limite avec Rosières-aux-Salines, après avoir traversé 15 communes.
Le ruisseau de la Laixière, d'une longueur totale de 10,3 km, prend sa source dans la commune de Maizières-lès-Vic et se jette  dans le Sânon à Lagarde, après avoir traversé trois communes.

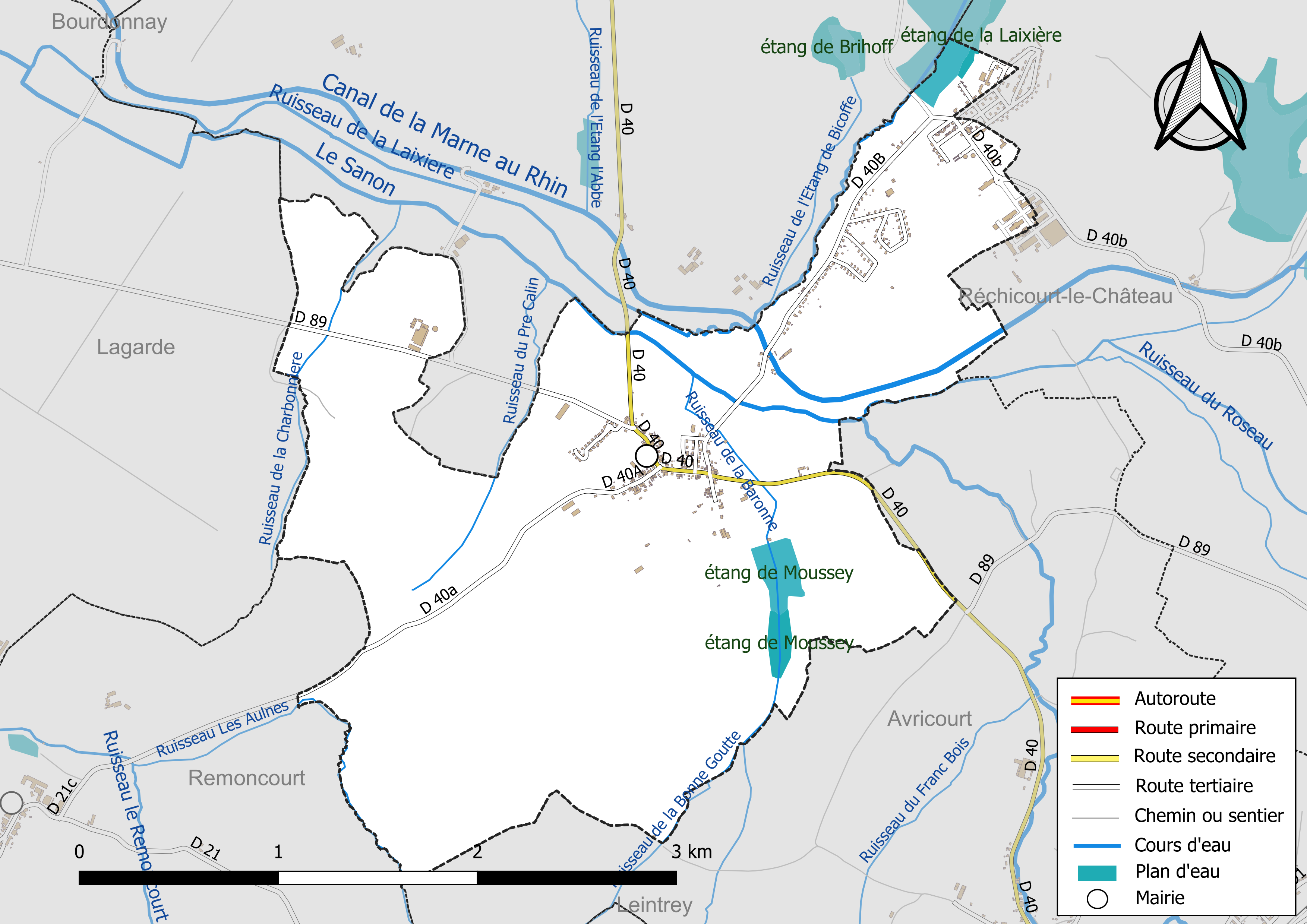
Réseaux hydrographique et routier de Moussey.

La qualité des eaux des principaux cours d’eau de la commune, notamment du canal de la Marne au Rhin, du Sanon et du ruisseau de la Laixière, peut être consultée sur un site spécial géré par les agences de l’eau et l’Agence française pour la biodiversité.

### Climat
Pour des articles plus généraux, voir Climat du Grand Est et Climat de la Moselle.
En 2010, le climat de la commune est de type climat des marges montargnardes, selon une étude du Centre national de la recherche scientifique s'appuyant sur une série de données couvrant la période 1971-2000. En 2020, Météo-France publie une typologie des climats de la France métropolitaine dans laquelle la commune est exposée à un climat semi-continental et est dans la région climatique  Vosges, caractérisée par une pluviométrie très élevée (1 500 à 2 000 mm/an) en toutes saisons et un hiver rude (moins de 1 °C). 
Pour la période 1971-2000, la température annuelle moyenne est de 9,7 °C, avec une amplitude thermique annuelle de 16,7 °C. Le cumul annuel moyen de précipitations est de 906 mm, avec 12,1 jours de précipitations en janvier et 9,5 jours en juillet. Pour la période 1991-2020, la température moyenne annuelle observée sur la station météorologique de Météo-France la plus proche, « Nitting_sapc », sur la commune de Nitting à 18 km à vol d'oiseau, est de 10,4 °C et le cumul annuel moyen de précipitations est de 993,7 mm. 
La température maximale relevée sur cette station est de 37,9 °C, atteinte le 25 juillet 2019 ; la température minimale est de −19,4 °C, atteinte le 26 décembre 2010,,. 
Les paramètres climatiques de la commune ont été estimés pour le milieu du siècle (2041-2070) selon différents scénarios d'émission de gaz à effet de serre à partir des nouvelles projections climatiques de référence DRIAS-2020. Ils sont consultables sur un site spécial publié par Météo-France en novembre 2022.

## Urbanisme

### Typologie
Au 1er janvier 2024, Moussey est catégorisée commune rurale à habitat dispersé, selon la nouvelle grille communale de densité à sept niveaux définie par l'Insee en 2022.
Elle est située hors unité urbaine. Par ailleurs la commune fait partie de l'aire d'attraction de Sarrebourg, dont elle est une commune de la couronne,. Cette aire, qui regroupe 87 communes, est catégorisée dans les aires de 50 000 à moins de 200 000 habitants,.

### Occupation des sols
L'occupation des sols de la commune, telle qu'elle ressort de la base de données européenne d’occupation biophysique des sols Corine Land Cover (CLC), est marquée par l'importance des territoires agricoles (77,4 % en 2018), une proportion sensiblement équivalente à celle de 1990 (77,1 %). La répartition détaillée en 2018 est la suivante : 
terres arables (41,8 %), prairies (18,9 %), zones agricoles hétérogènes (13 %), forêts (12,1 %), zones urbanisées (8,1 %), cultures permanentes (3,6 %), zones industrielles ou commerciales et réseaux de communication (1,7 %), eaux continentales (0,7 %). L'évolution de l’occupation des sols de la commune et de ses infrastructures peut être observée sur les différentes représentations cartographiques du territoire : la carte de Cassini (XVIIIe siècle), la carte d'état-major (1820-1866) et les cartes ou photos aériennes de l'IGN pour la période actuelle (1950 à aujourd'hui).

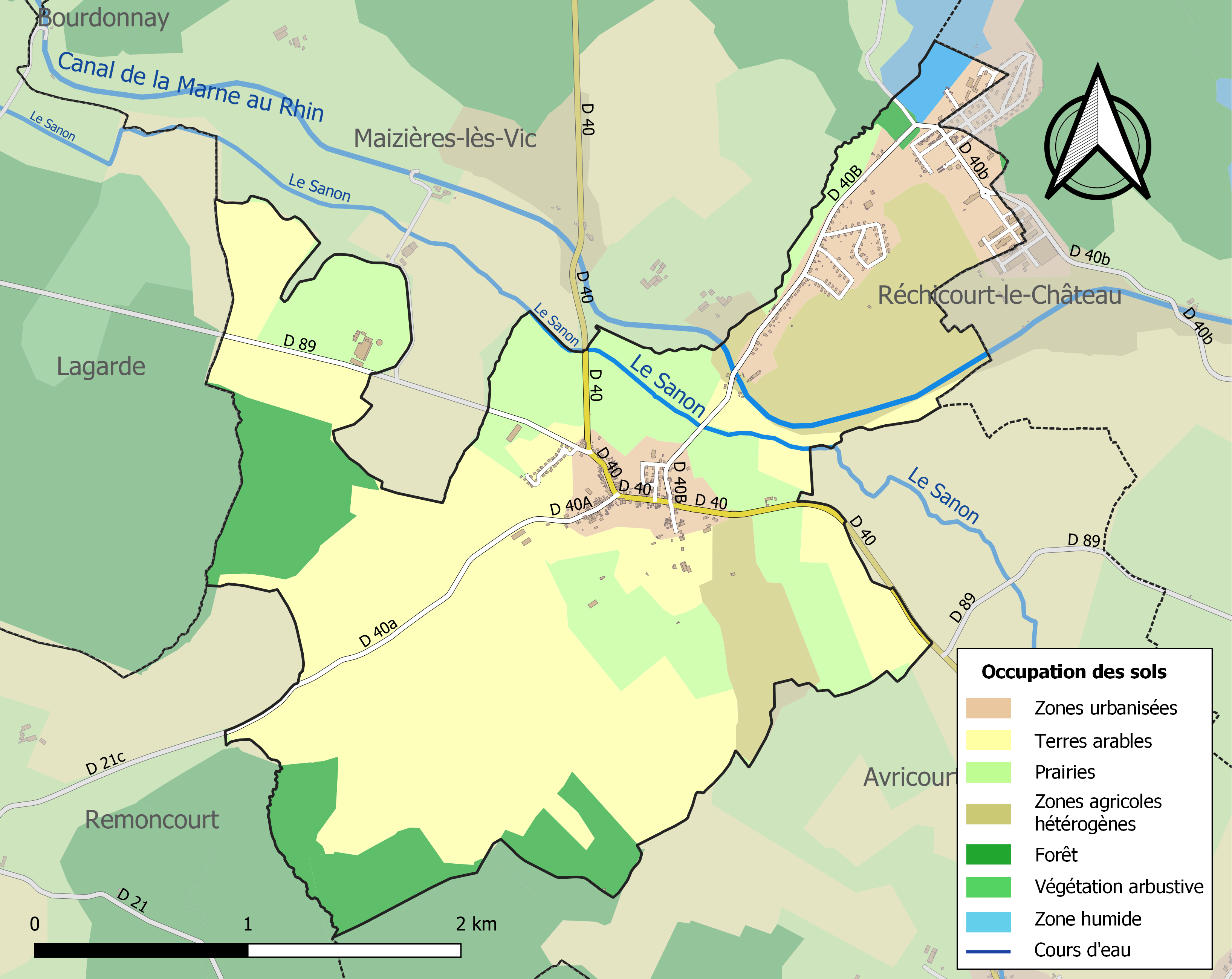
Carte des infrastructures et de l'occupation des sols de la commune en 2018 (CLC).

## Hydrographie
Moussey est traversé par le Sânon, le canal de la Marne au Rhin et le ruisseau du Pré Calin. La commune se trouve au cœur d'une région naturelle appelée le Pays des étangs. Les premiers étangs, œuvres des moines, datent du XIIIe siècle. Il y a un port fluvial situé sur le canal de la Marne au Rhin, le port Sainte-Marie.

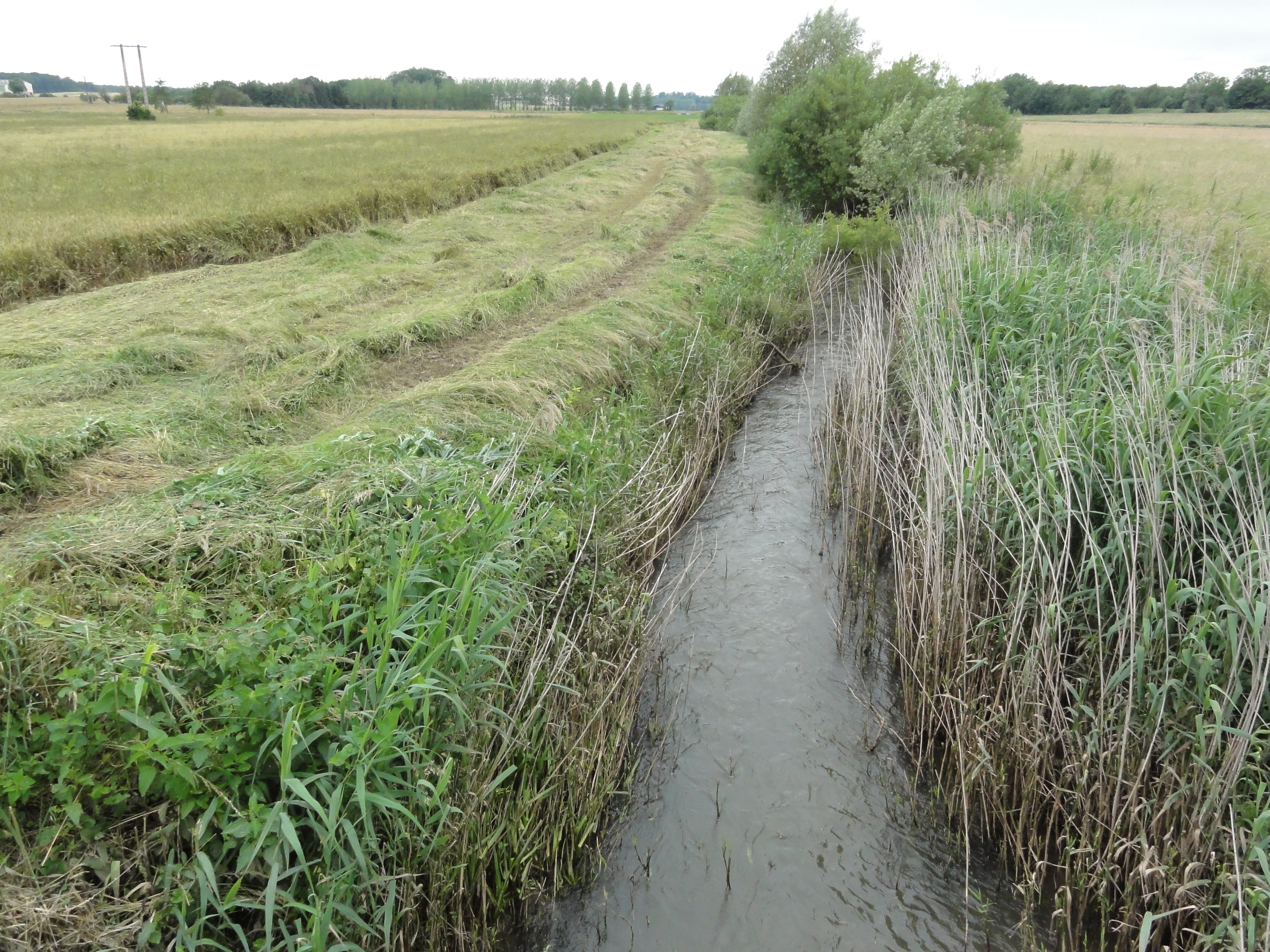
Le Sânon
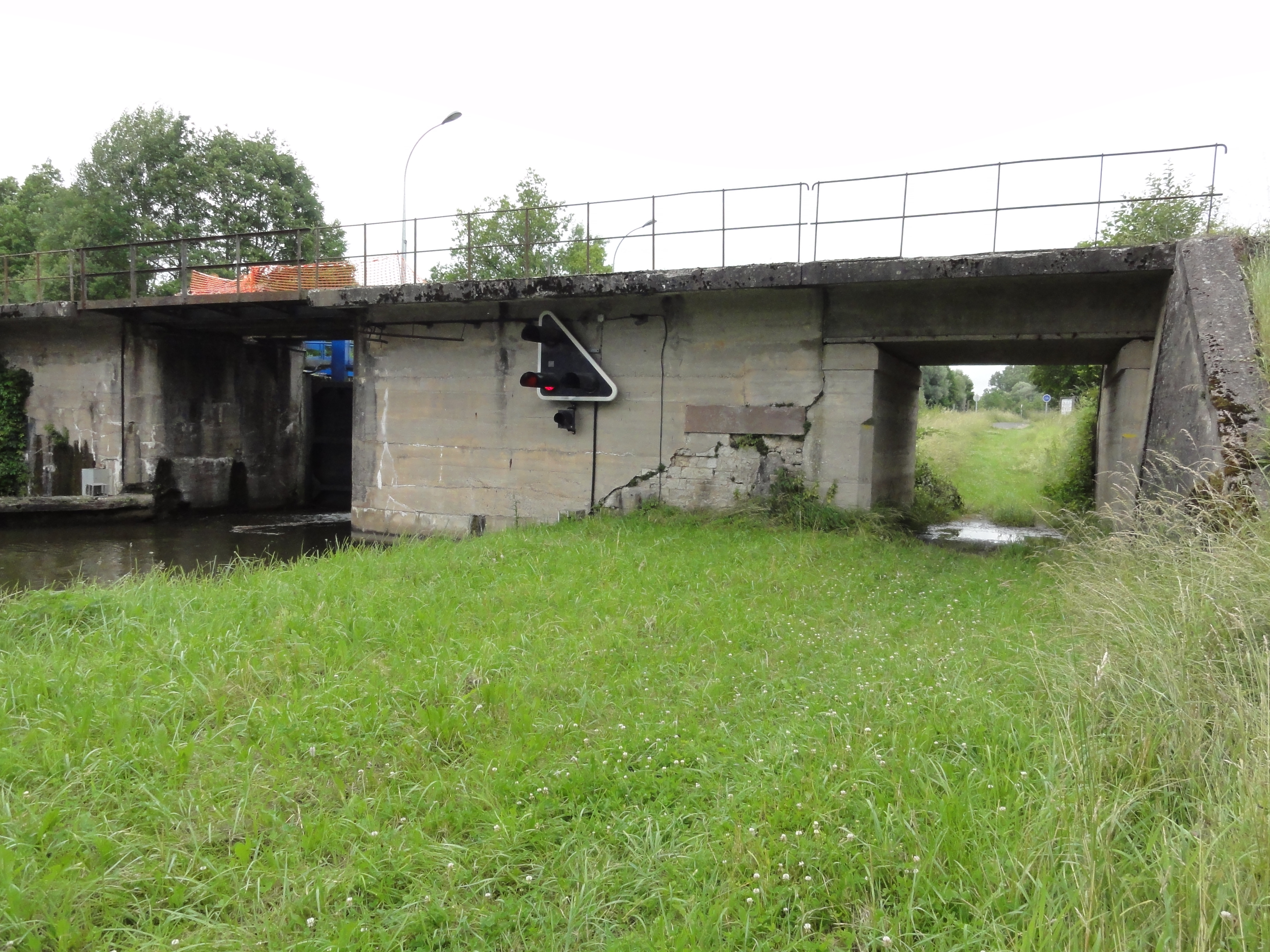
Pont et écluse du Canal de la Marne au Rhin à Moussey.
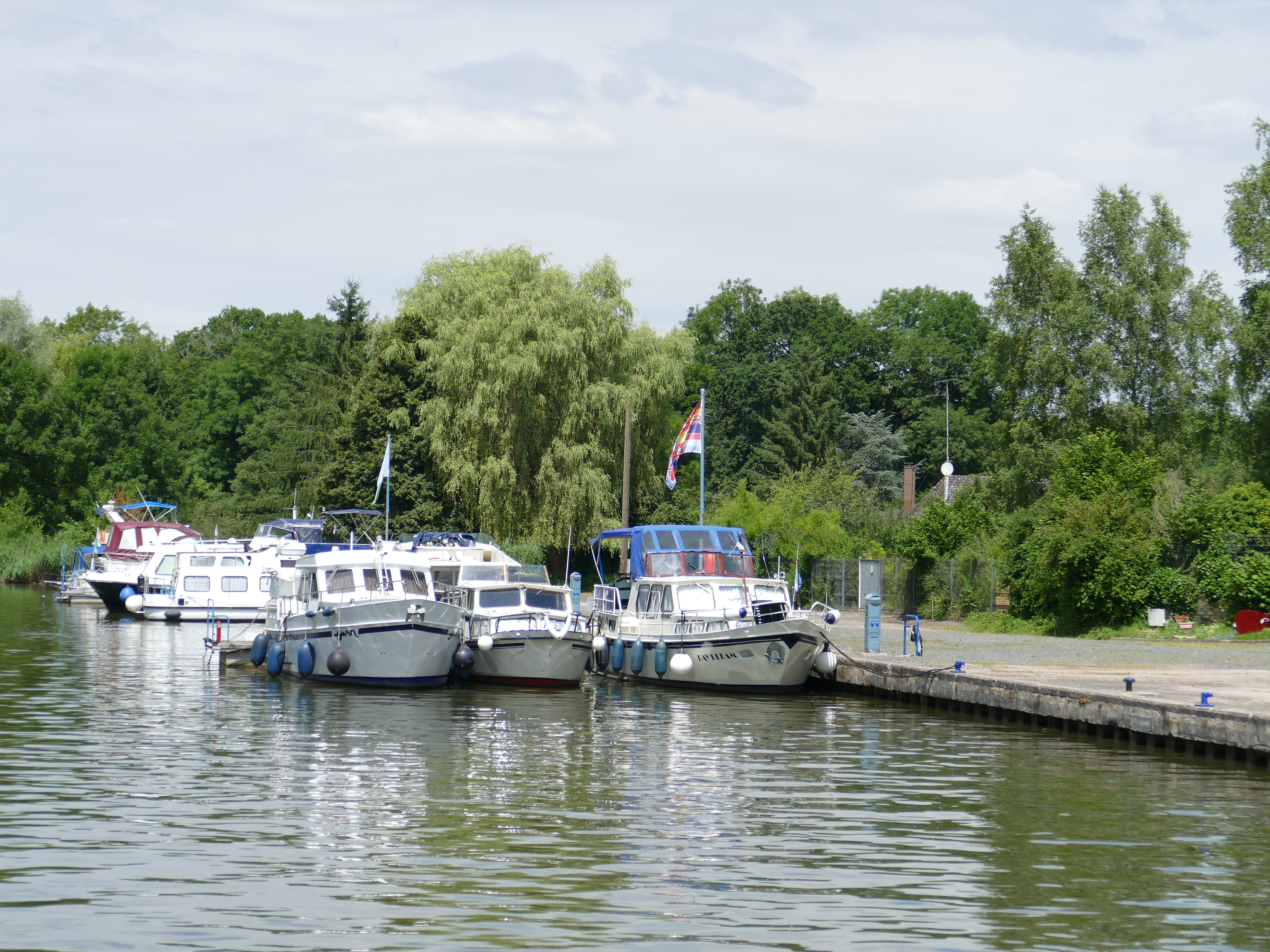
Port fluvial Sainte-Marie.

### Écarts et lieux-dits
- Xirxange (ferme).

## Toponymie
- Moussey : Muusseys (1288), Mouzey (1641). Mulsach pendant l'annexion allemande.
- Xirxange : Schirzingen pendant la période allemande.

## Histoire
- Dépendance de la seigneurie de Réchicourt, possession de la Famille de Linange du Saint Empire Germanique, du XIIIe siècle jusqu'en 1801 (Traité de Lunéville).
- Incendiée en 1630.
- Annexion à la France sous Napoléon en 1801, dans le département de la Meurthe.
- Annexion à l'Empire Allemand en 1871 dans la Terre d'Empire d'Alsace-Lorraine. Elle prend le nom de "Mulsach".
- Annexion à la France en 1919 dans le département de la Moselle.
- Annexion au IIIème Reich en 1940 dans le CdZ-Gebiet Lothringen.
- Retour de la commune à la France en 1945 dans le département de la Moselle.
- Le canal de la Marne au Rhin a été construit entre 1839 et 1853. La ligne de chemin de fer Dieuze – Avricourt est ouverte en 1864. La présence du canal et du chemin de fer ont contribué au choix de Moussey pour la fondation du complexe urbain Bataville, en 1931.

## Politique et administration
| Période                                  | Période   | Identité                   | Étiquette | Qualité                         |
| ---------------------------------------- | --------- | -------------------------- | --------- | ------------------------------- |
| mai 2020                                 | En cours  | Hervé Morque               |           | Agriculteur                     |
| mars 2008                                | mai 2020  | Jean-Paul Leroy            |           | Chef d'entreprise               |
| mars 2001                                | mars 2008 | Daniel Lacasse (1943-2011) | DVG       | Principal du collège de Moussey |
| mars 1989                                | mars 2001 | Jean-Maurice Marchal       |           | Agriculteur                     |
| Les données manquantes sont à compléter. |           |                            |           |                                 |

### Intercommunalité
Moussey était le chef-lieu de la Communauté de communes du Pays des étangs. La maison de la communauté de communes se situait à Bataville.
Depuis 2014 Moussey fait partie de la Communauté de communes de Sarrebourg - Moselle Sud.

## Démographie
L'évolution du nombre d'habitants est connue à travers les recensements de la population effectués dans la commune depuis 1793. Pour les communes de moins de 10 000 habitants, une enquête de recensement portant sur toute la population est réalisée tous les cinq ans, les populations de référence des années intermédiaires étant quant à elles estimées par interpolation ou extrapolation. Pour la commune, le premier recensement exhaustif entrant dans le cadre du nouveau dispositif a été réalisé en 2004.

En 2022, la commune comptait 567 habitants, en évolution de +1,07 % par rapport à 2016 (Moselle : +0,52 %, France hors Mayotte : +2,11 %).
| 1793 | 1800 | 1806 | 1821 | 1831 | 1836 | 1841 | 1846 | 1851 |
| ---- | ---- | ---- | ---- | ---- | ---- | ---- | ---- | ---- |
| 419  | 478  | 517  | 549  | 589  | 600  | 615  | 618  | 624  |

| 1856 | 1861 | 1871 | 1875 | 1880 | 1885 | 1890 | 1895 | 1900 |
| ---- | ---- | ---- | ---- | ---- | ---- | ---- | ---- | ---- |
| 505  | 515  | 511  | 475  | 476  | 432  | 390  | 374  | 386  |

| 1905 | 1910 | 1921 | 1926 | 1931 | 1936  | 1946 | 1954 | 1962  |
| ---- | ---- | ---- | ---- | ---- | ----- | ---- | ---- | ----- |
| 354  | 368  | 340  | 295  | 262  | 1 109 | 746  | 981  | 1 028 |

| 1968  | 1975 | 1982 | 1990 | 1999 | 2004 | 2006 | 2009 | 2014 |
| ----- | ---- | ---- | ---- | ---- | ---- | ---- | ---- | ---- |
| 1 058 | 987  | 802  | 721  | 644  | 611  | 617  | 625  | 584  |

| 2019 | 2022 | - | - | - | - | - | - | - |
| ---- | ---- | - | - | - | - | - | - | - |
| 562  | 567  | - | - | - | - | - | - | - |

## Économie
Moussey dispose de plusieurs petits commerces. On y trouve une boulangerie, une épicerie, une boucherie-charcuterie, un restaurant, un traiteur, deux garages, ainsi que plusieurs entreprises et artisans.
L'agriculture, bien qu'ayant beaucoup décliné est encore relativement présente dans l'économie de la commune.
Le principal atout économique de la commune reste le complexe industriel de Bataville qui accueille une cite ouvrière.

## Enseignement
Les élèves de la commune dépendent de l'académie de Nancy-Metz, qui fait partie de la zone B.
Moussey possède une école maternelle, une école élémentaire et un collège. Ce dernier (appelé collège « Les Étangs ») accueille à peu près 200 élèves originaires de Moussey et d'une quinzaine de communes avoisinantes (Avricourt, Azoudange, Bourdonnay, Gondrexange, Lagarde, Languimberg, Réchicourt-le-Château...).

## Vie associative culturelle et sportive
- Sânon Sports et Loisirs ; Gym, football, stepp, badminton etc.
- Interassociation de Moussey : gestion de la salle municipale.
- Union Nationale des Combattants, UNC de Moussey - Bataville.
- Club du 3e age.
- École Intercommunale de Musique du Sânon.
- Amicale de Sapeurs Pompiers.
- Club canin Canine Attitude.

## Pèlerinage
La commune possède un pèlerinage annuel dit du "Poirier de la Vierge" ayant lieu traditionnellement chaque 15 août.
La cause de cette dévotion est une apparition qui aurait eu lieu d'après l'Église catholique à Moussey à une époque inconnue.
"Il y a bien des années, une petite bergère gardait son troupeau entre le Sânon et le vieux canal (le canal actuel n'existait pas encore). En veillant sur ses moutons, elle fredonnait le "Salve Regina" quand tout à coup, près d'une fontaine appelée "Gotzipres" dans une des plus grandes aulnaies plantées là, une dame lui apparut et lui sourit. La fillette s'effraya et la dame disparut. À sa place, il resta une statuette représentant la Vierge. La bergère alerta le curé du village qui, aussitôt, décida de transporter cette statuette à l'église. Le lendemain, quelle ne fut pas sa surprise en constatant que la statuette était invisible à l'église alors qu'elle réapparaissait à la bergère.
Sur l'avis des paroissiens le curé demanda à l'enfant l'autorisation de placer la statuette dans un lieu qui lui permettrait de veiller sur les habitants de plusieurs villages. On choisit donc un poirier qui a été remplacé aujourd'hui par une stèle."
Cette stèle se trouve après la sortie de Moussey sur la route de Remoncourt.

## Culture locale et patrimoine

### Lieux et monuments

#### Édifices religieux
- Église Saint-Nicolas XVIIIe siècle de Moussey : autels XVIIIe siècle, toile XVIIe siècle.
- Église Saint-Vincent-de-Paul 1966 de Bataville.
- Monument Notre-Dame du Poirier.
- Des croix de chemins.

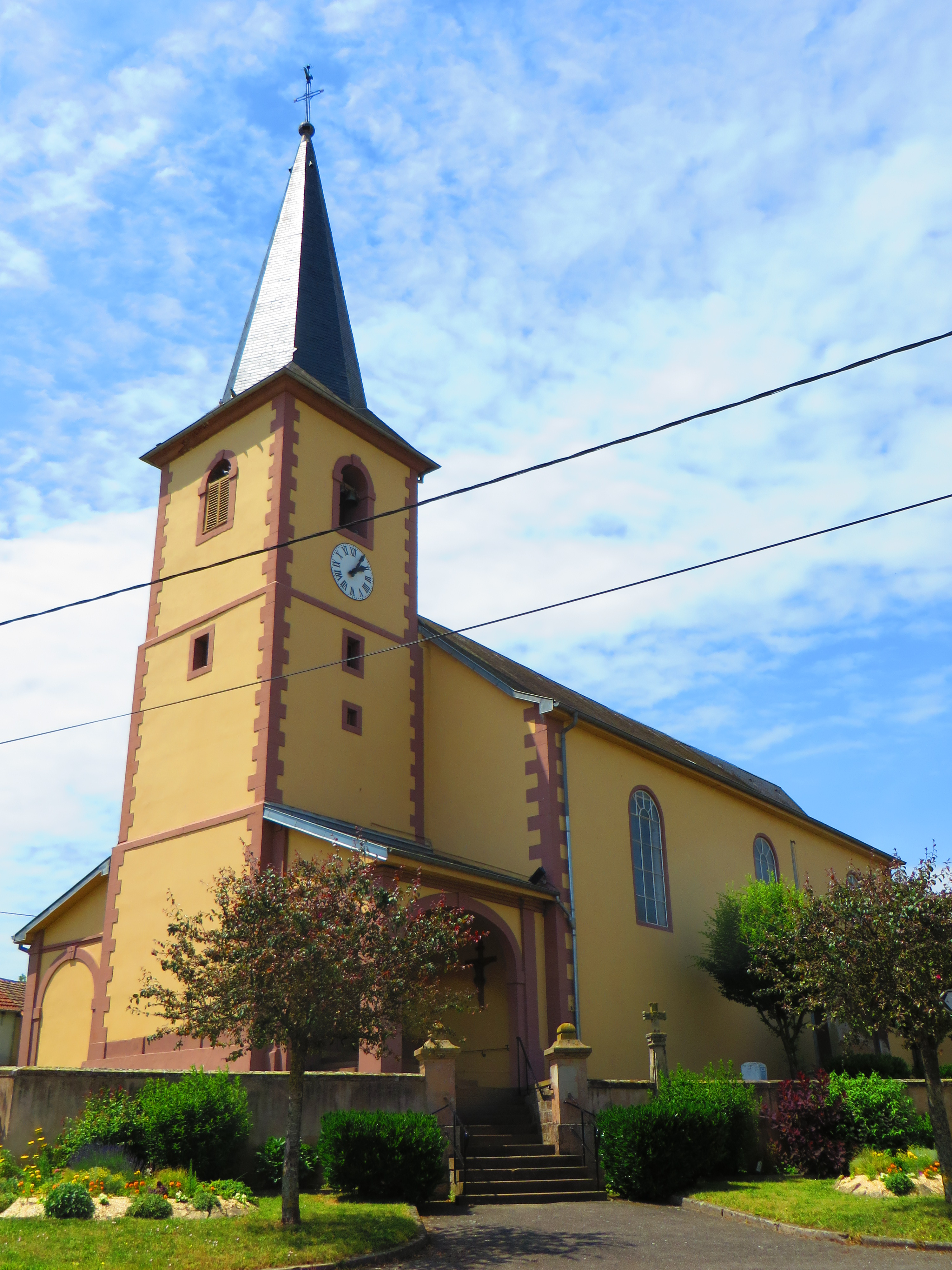
Église Saint-Nicolas.
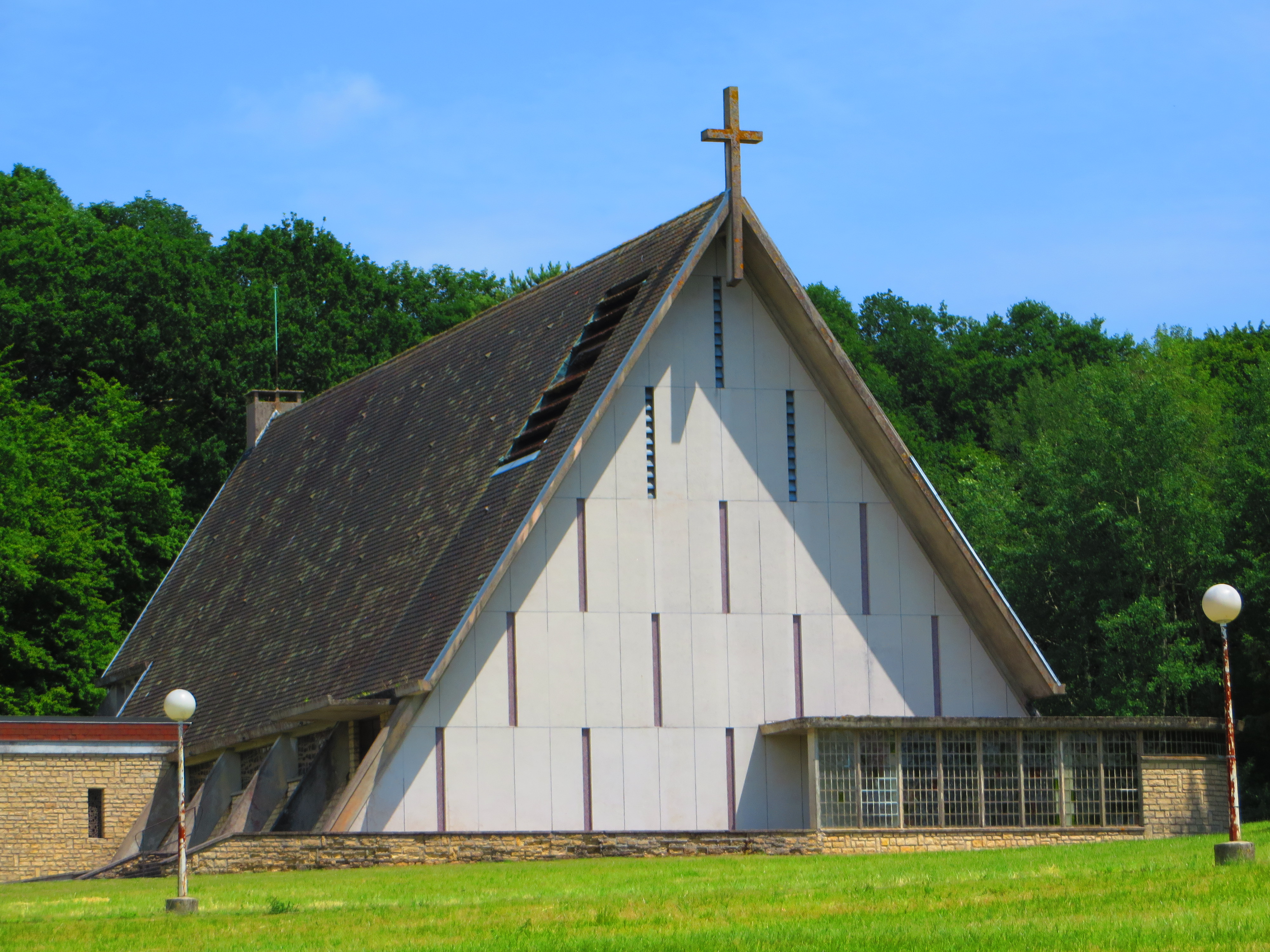
Église Saint-Vincent-de-Paul à Bataville.
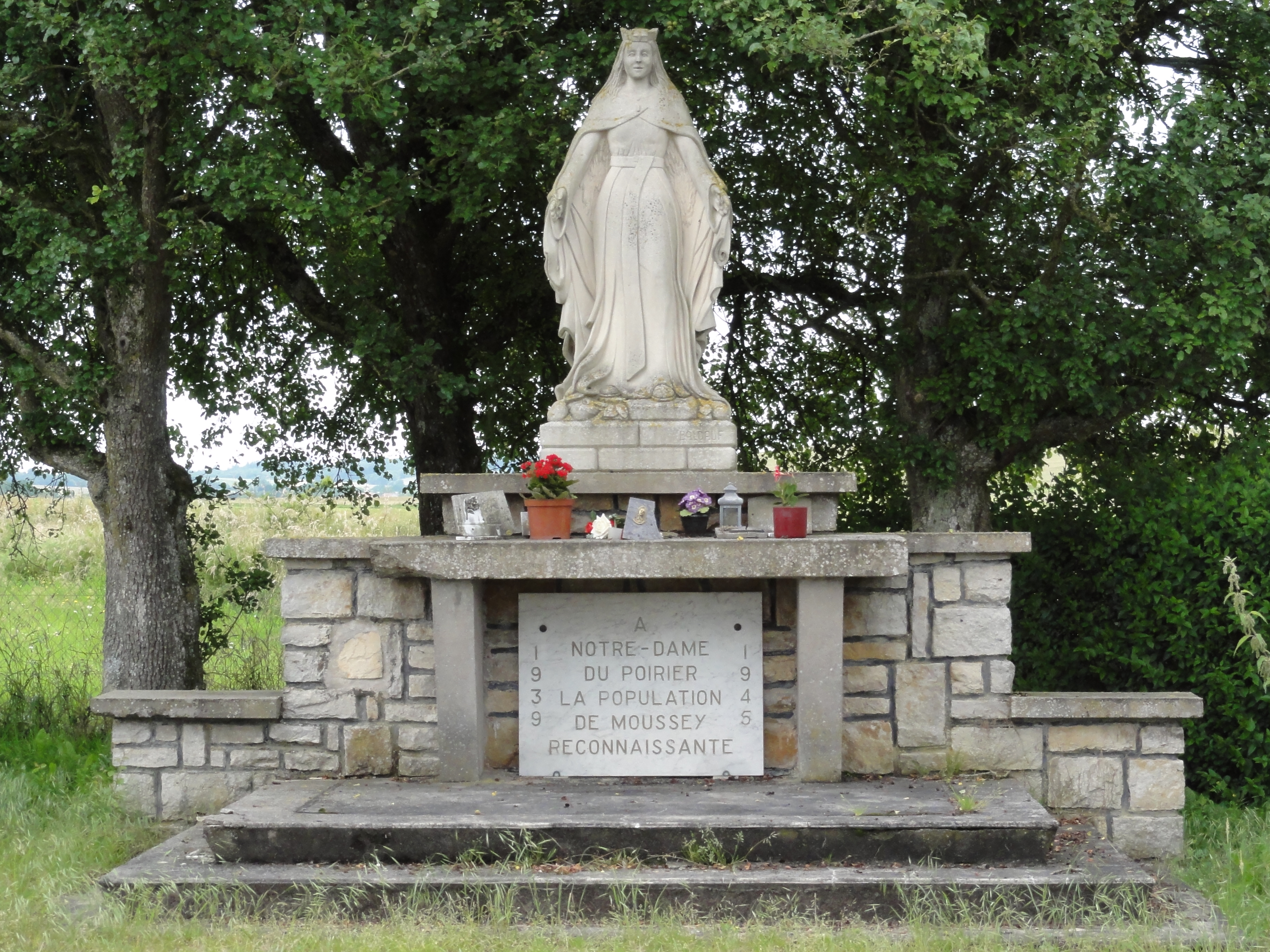
Notre-Dame du Poirier.
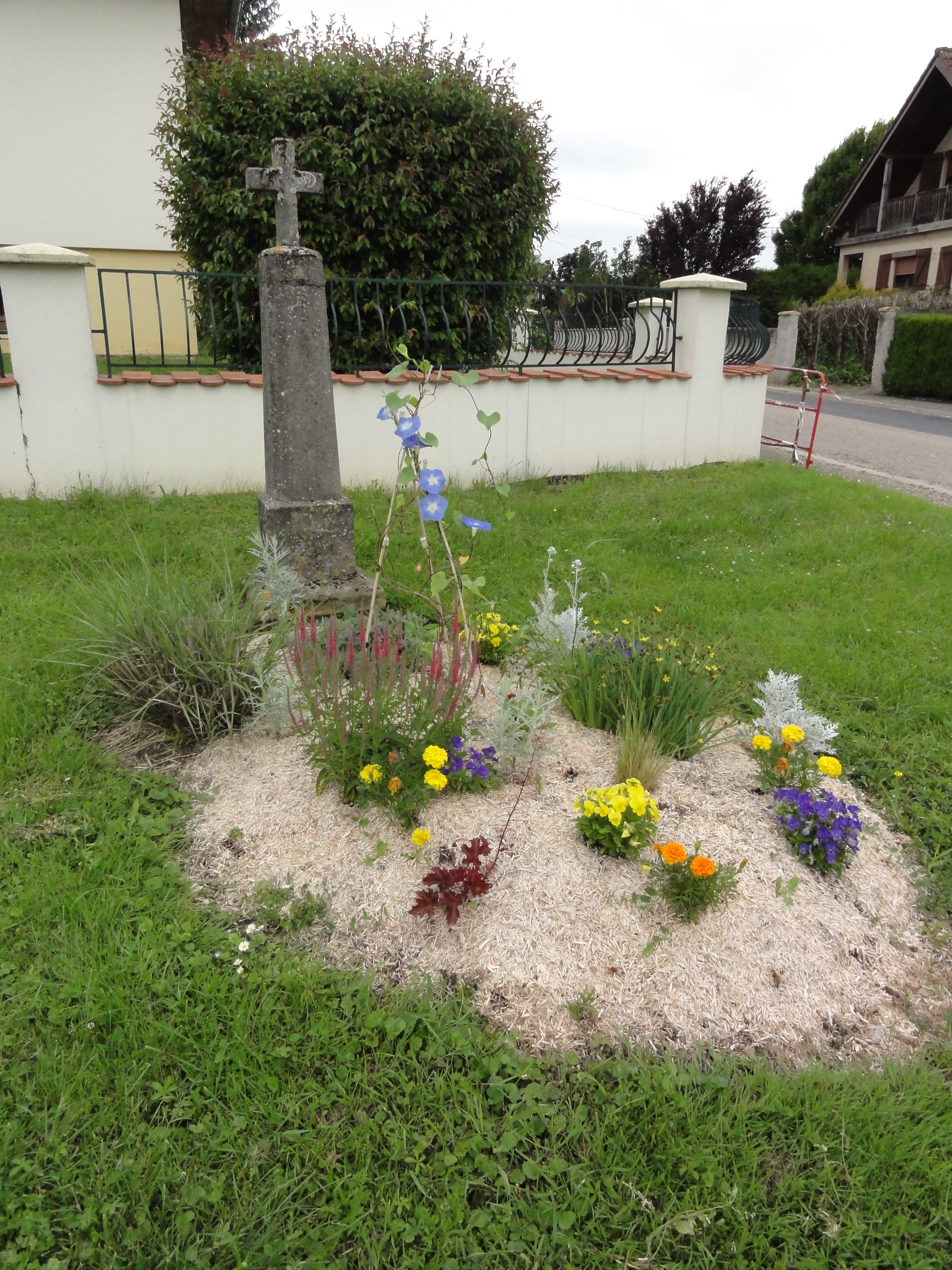
Une croix de chemin.

#### Autres lieux et monuments
- Traces d'une voie romaine.
- Les étangs.
- Bataville : ensemble industriel et urbain situé non loin du bourg.

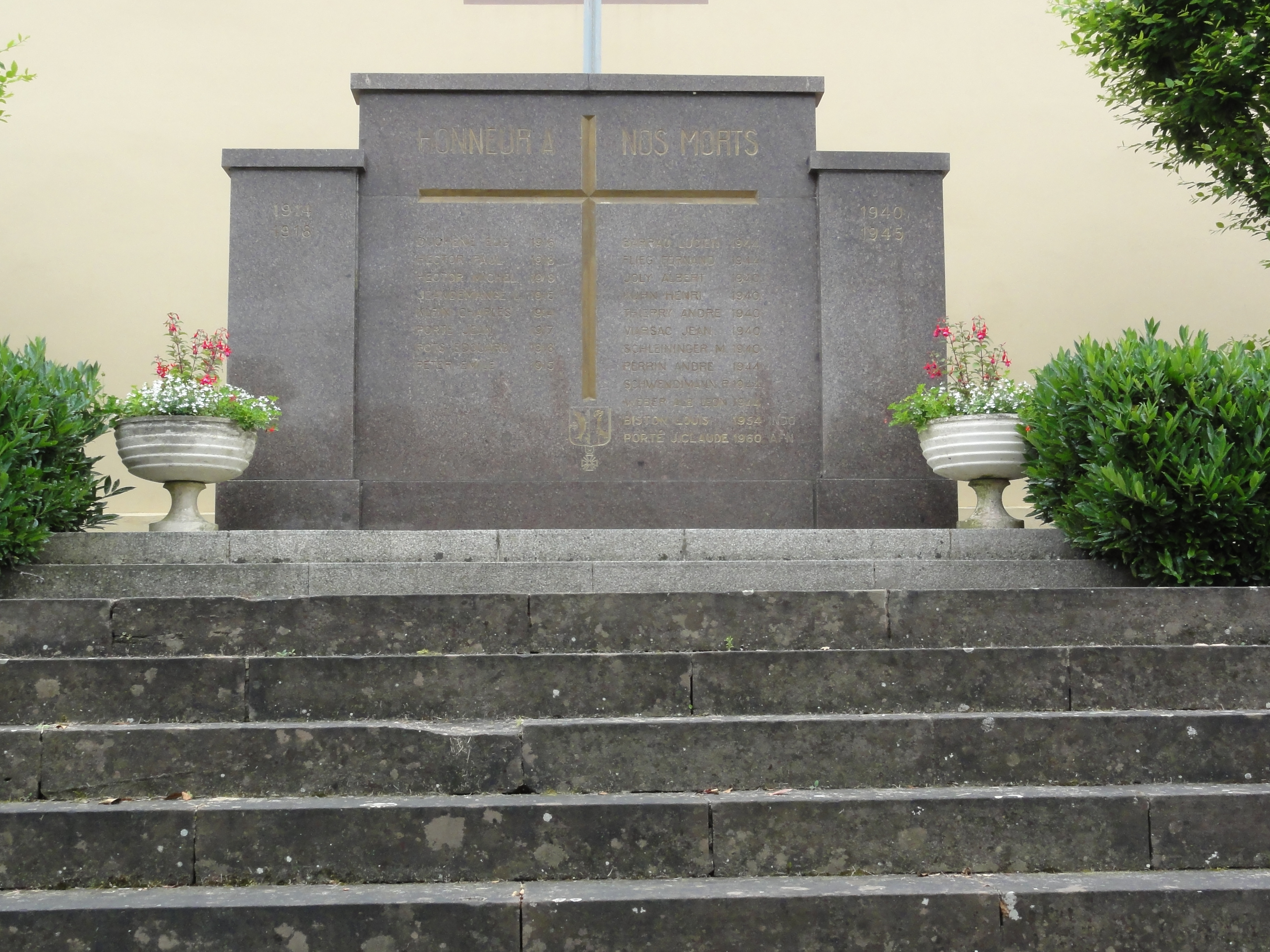
Monument aux morts.
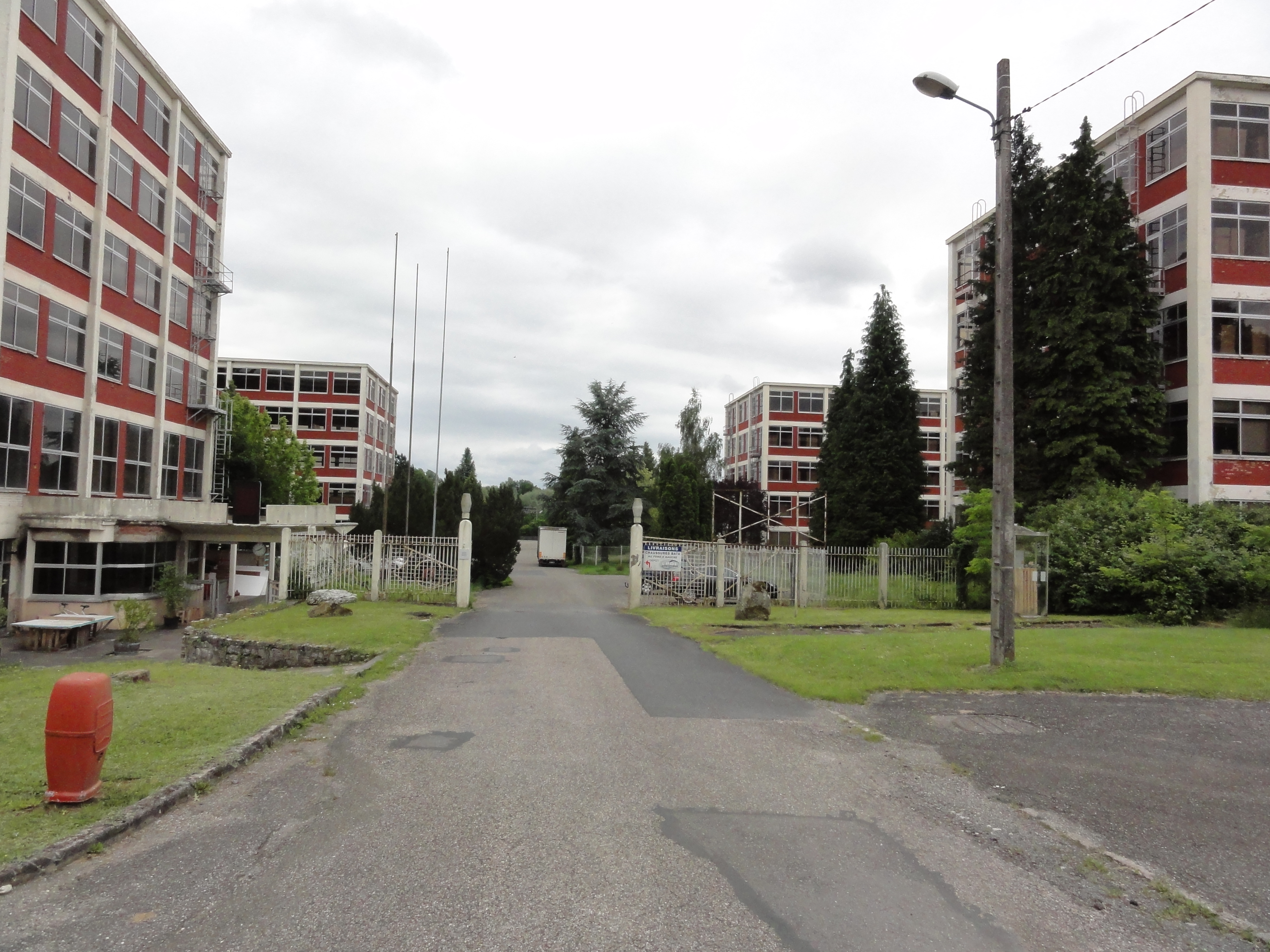
Bataville, le complexe industriel.
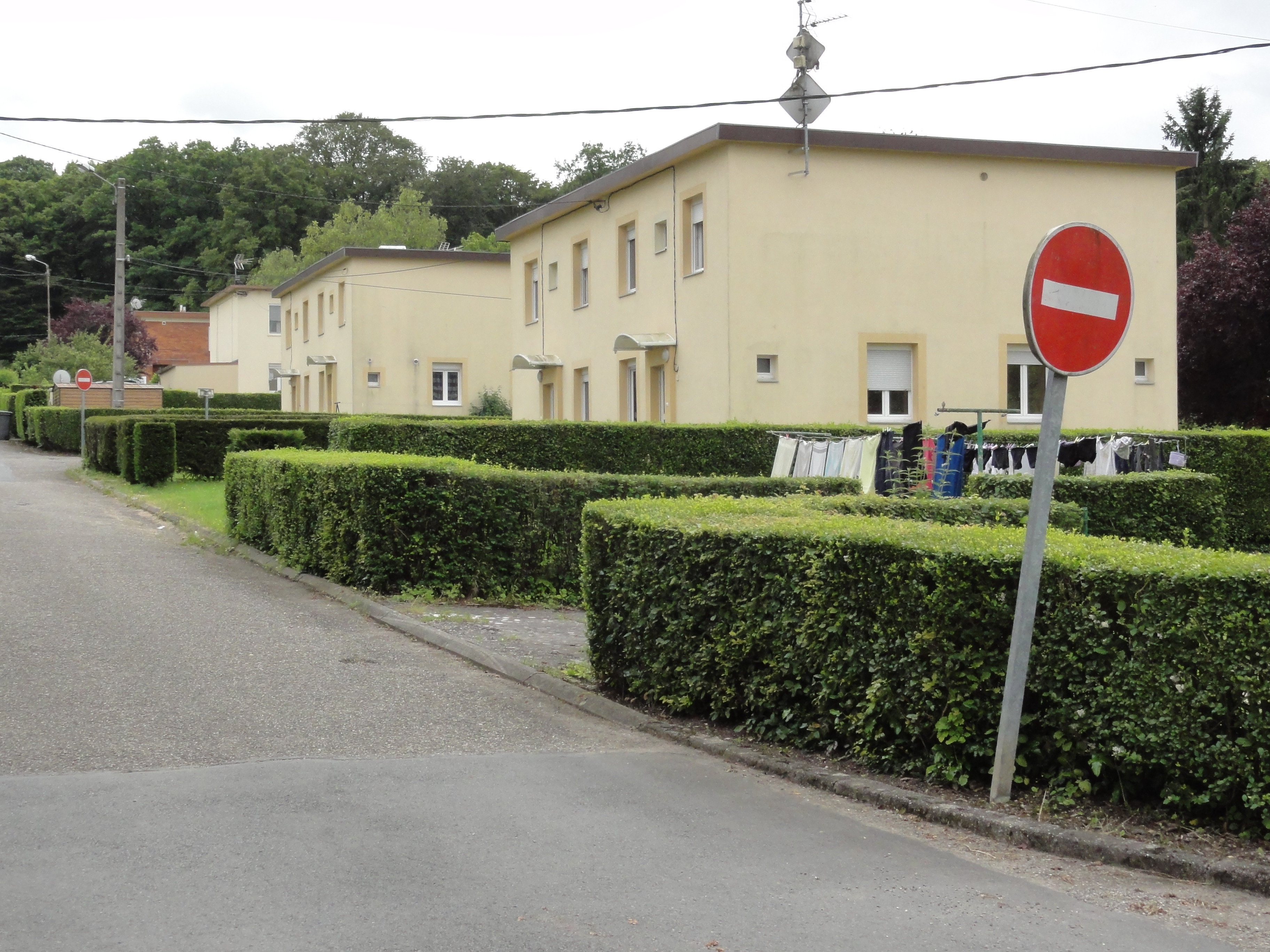
Bataville, la cité ouvrière.

- Monument aux morts.
- Bataville, le complexe industriel.
- Bataville, la cité ouvrière.

### Personnalités liées à la commune
- Gilbert-Antoine Duchêne (1919-2009), évêque du diocèse de Saint-Claude.
- Thomas Bata, homme d'affaires tchécoslovaque qui implanta la première usine française de chaussure Bata en 1931 à Moussey, fondant ainsi Bataville.

### Héraldique
| Blason de Moussey | Blason  | Parti : au 1er mi-parti de gueules à deux saumons adossés d'or, cantonné de quatre croisettes recroisetées au pied fiché du même, au 2e d'azur au dextrochère de carnation, vêtu d'argent, tenant une crosse d'or. |
| Blason de Moussey | Détails | Le statut officiel du blason reste à déterminer. |